# Строительная сберегательная касса
Строительная сберегательная касса (или строительное общество) — это специализированный банк. Источником ресурсов для целевых жилищных займов в стройсберкассе являются вклады граждан, плата заёмщиков за пользование жилищным займом, а также государственная премия, которая выплачивается в соответствии с контрактом о строительных сбережениях при условии, что вкладчик в течение года вложил на свой счёт определённую сумму. Жилищный кредит может получить только вкладчик стройсберкассы по истечении определённого времени (обычно несколько лет), в течение которого он ежемесячно делал вклады на установленную в контракте сумму. Процентные ставки (как на вклад, так и на кредит) фиксированные на всё время действия контракта.
Погашение жилищного займа осуществляется в течение срока, определённого в контракте о строй сбережениях. Максимальный срок погашения займа, как правило, 12 лет. Процентные ставки обычно составляют 5-6 % годовых (в среднем на 4 процента ниже рыночных).

## В Германии
В Германии строительные сберегательные кассы (нем. Bausparkasse) начали возникать ещё в конце XVIII века в шахтёрских посёлках. Их деятельность была организована по следующему принципу: если для строительства одного дома требовалось 10 тысяч денежных единиц, а каждый желающий обзавестись собственным жильём мог сэкономить за год только тысячу, то, следовательно, он мог построить жильё лишь через 10 лет. В случае объединения сбережений десяти таких желающих один из них мог приобрести жильё уже через год, второй — через два и т. д. В выигрыше оказываются все, кроме последнего. Это компенсируется тем, что первый построивший вносит в погашение долга чуть больше тысячи, каждый последующий чуть меньше. Таким образом, тот, кто строит позже, получает жильё несколько дешевле.
Современные строительные сберегательные специализируются на предоставлении кредитов на строительство, покупку, реконструкцию дома или квартиры. На конец 2009 года в Германии работало 14 частных и 10 государственных строительных сберегательных банков.

## История строительных сберегательных касс в Германии
Хотя система сбережения средств на строительство жилья зародилась ещё в 200 годах до н. э. в Китае, первая стройсберкасса была основана в 1775 году в Бирмингеме (Англия). Первая немецкая ССК — «Стройсберкасса для каждого» (Bausparkasse für Jedermann) — была основана пастором Фридрихом фон Бодельшвингом в 1885 году. Однако своё развитие в Германии система ССК получает в 1920 годах после Первой мировой войны. В конце 1930 годов отменяется традиционная система, когда жребием решалось, в какой очерёдности вкладчики стройсберкасс получают кредит на покупку недвижимости. Эта система была заменена на оценочную систему, когда срок выдачи кредита определяется тем, как вкладчик накапливает средства в стройсберкассе.
Одной из первых современных строительных сберегательных касс Германии стала Schwaebisch Hall (Швебиш Халль), фундамент которой был заложен в городе Кёльне ещё 16 мая 1931 года. К концу 1932 года Schwaebisch Hall, носящая тогда название Deutscher Bausparer AG, заключила уже 717 договоров. Современное название Schwaebisch Hall получила в 1944 году, когда была вынуждена переехать в маленький город с одноимённым названием. В 1952 году государство решает выплачивать вкладчикам премии, а в 1972 году в Германии принимается закон о строительных сберегательных кассах. В 1992 году Schwaebisch Hall открывает дочернюю структуру в Словакии — «Первую строительную сберегательную кассу» (Prvá stavebná sporitel’ňa, a. s. — PSS).
Устойчивые системы контрактных сбережений введены:
В Пруссии — уставами 1783 и 1872 годов;
В Австрии — гражданским уложением 1811 года и уставом 1871 года;
В Саксонии — уставом 1843 года и кодексом 1863 года.

## В России
В России в 2008 году на рассмотрение Думы был внесён законопроект «о строительных сберегательных кассах». Предполагалось, что он мог бы быть вскоре принят Думой и вступить в действие летом 2008 года. В последующие годы законопроекты ССК трижды отклонялись. Четвёртое внесение подобного законопроекта прошло в мае 2016.
По этим законопроектам строительная сберегательная касса (ССК) создаётся и осуществляет свою деятельность как специализированный банк. Принцип работы строительных сберегательных касс следующий. Вкладчик, решивший вносить деньги в ССК, накапливает за определённый период времени (не менее 24 месяцев) 50 % от предполагаемой суммы, которая ему требуется для жилищных нужд: покупки квартиры, ремонта, первичного ипотечного взноса, доплаты за обмен на большую жилую площадь. При этом на эту сумму начисляются 2-3 % годовых, а также, как предполагает законопроект, государство выплачивает каждому вкладчику годовую премию в размере 20 % от накопленных средств (но не более 14.000 рублей). Когда на счету вкладчика накапливается 50 % от требуемой ему суммы, он получает кредит от ССК под 5-6 % годовых. Важно, что в систему ССК включены все государственные жилищные программы: обеспечение жильём молодых семей, жилищные сертификаты для военнослужащих, субсидии. Таким образом, строительные сберегательные кассы — это частное кредитное учреждение, находящееся под контролем и защитой государства.
В России наиболее близкой ССК по функциям и целям организацией является Кредитный потребительский кооператив граждан (КПКГ). В случае принятия закона «о строительных сберегательных кассах» действующие КПКГ могут быть реорганизованы в ССК, что улучшит условия для их нынешних пайщиков.